# Esquina Cor de Rosa
Esquina Cor de Rosa (en español, «esquina color de rosa») fue la primera librería dedicada al público LGBT de Portugal.
Fue fundada en septiembre de 1999 por Jô Bernardo, una activista transexual portuguesa, y un socio, según una idea de Gonçalo Dinis de ILGA-Portugal. Situada en la calle Cecílio de Sousa, esquina con Travessa do Monte do Carmo, en Lisboa, lo que le dio el nombre, al estar la fachada pintada de rosa, aunque el nombre también tiene reminiscencias del triángulo rosa. Estaba situada muy cerca de las dos zonas preferidas por la comunidad gay de Lisboa, el parque del Príncipe Real y en el Barrio Alto. La librería tuvo algunas dificultades por tener grandes escaparates que permitían ver el interior, lo que producía recelos entre algunos gais que temían ser reconocidos desde la calle.
La librería Esquina Cor de Rosa se dedicaba a la divulgación de la literatura de tema LGBT, con la venta de libros, tanto poesía como novela, revistas, películas y con la organización regular de mesas redondas. También realizaban exposiciones de cuadros y fotografía.
Esquina Cor de Rosa cerró sus puertas en febrero de 2006.